# Операція «Антропоїд»

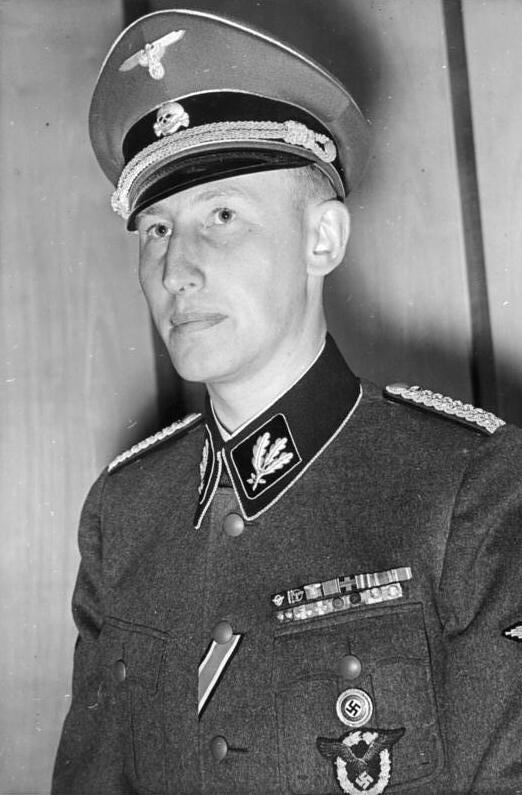
Рейнгард Гейдріх (фото 1940 року)

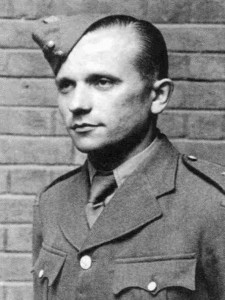
Йозеф Ґабчик

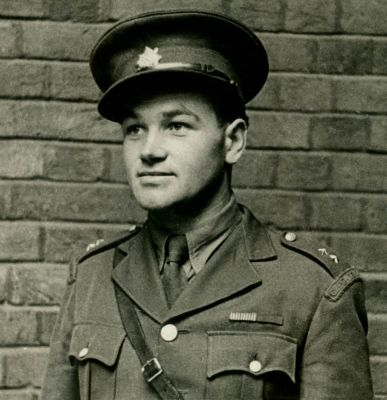
Ян Кубіш

Операція «Антропоїд» (чеськ. operace Anthropoid) — кодова назва операції по вбивству протектора Богемії та Моравії Рейнгарда Гейдріха. Замах провели 27 травня 1942 року два члена чехословацького Руху опору, Йозеф Ґабчик і Ян Кубіш, які були підготовлені в Лондоні за участю британської спецслужби — Управління спеціальних операцій. 4 червня Гейдріх помер від отриманих ран.

## Передумови і планування операції
У 1939 році Чехословаччина перестала існувати як самостійна держава, а її територія була розділена між Третім рейхом, підконтрольним йому Протекторатом Богемії і Моравії, формально незалежною Словацькою республікою, Польщею та Угорщиною. У Лондоні було утворено уряд у вигнанні під керівництвом Едварда Бенеша. У вересні 1941 року Гітлер, незадоволений недостатньо рішучими діями окупаційної влади Протекторату, відправив імперського протектора Константіна фон Нейрата в «безстрокову відпустку» і призначив його заступником (фактично — повноправним диктатором) обергруппенфюрера СС Рейнгарда Гейдріха. Під керівництвом Гейдріха пройшла хвиля арештів і страт борців Руху опору і співчуваючих їм, в результаті діяльність Руху опору в Чехії була зведена нанівець.
1940 році після евакуації з Франції залишки чехословацьких частин які воювали на боці союзників утворили тренувальний табір під Честером. У тому ж році табір перемістився в Лемінгтон-Спа, де і знаходився до весни 1942 року. Починаючи з 1941 року колишній високопоставлений співробітник чехословацької розвідки Франтішек Моравець, який працював в Міністерстві оборони Великої Британії, розробляв план закидання чехословацьких диверсантів на територію Протекторату.
План вбивства Гейдріха склався в жовтні 1941 року. Бенеш вів переговори з главами країн антигітлерівської коаліції за скасування Мюнхенської угоди, тому йому було необхідно підняти престиж свого уряду і всього чехословацького Руху опору. Крім того, вбивство будь-кого з великих нацистських політиків викликало б каральні операції німців, які, в свою чергу, зробили б запеклим місцевий супротив. Журналіст Хайнц Хене також вказує, що після репресій на початку свого правління Гейдріх почав проводити політику умиротворення, яка була не в інтересах Руху опору. Крім Гейдріха як мішені розглядалися Карл Франк і місцеві колаборанти (наприклад, Еммануель Моравець). Датою вбивства було призначено 28 жовтня — день незалежності Чехословаччини.
Франтішек Моравець відібрав двох диверсантів, Йозефа Ґабчика і Карела Свободу, які пройшли курс підготовки під Манчестером. Вночі з 3 на 4 жовтня на територію протекторату був закинутий радист Франтішек Павелка, який повинен був налагодити зв'язок з Лондоном. 6 жовтня Свобода отримав травму голови, виконуючи стрибок з парашутом з аеростата, і був замінений на Яна Кубіша. Через це терміни операції довелося перенести. Тим часом німецька контррозвідка розкрила налагоджену мережу підпілля, а 25 жовтня було заарештовано Павелку (страчений в січні 1943 року в тюрмі Плетцензеє). В результаті терміни ще раз зрушили.

## Замах
Доставка Ґабчика і Кубіша відбулася вночі з 28 на 29 грудня 1941 року. Літак Handley Page Halifax британських ВПС вилетів з аеродрому в Сассексі о 22 годині і в 2:12 викинув Ґабчика і Кубіша. Через навігаційну помилку диверсантів висадили не під Плзень, як планувалося, а в передмісті Праги Негвізди. Потім були скинуті ще дві групи чеських диверсантів, три і дві людини відповідно. Ґабчик і Кубіш були екіпіровані револьверами Colt, ручними гранатами Міллса, бомбами різних видів і підробленими документами. Диверсанти сховали спорядження і, слідуючи отриманим перед вильотом інструкціям, дісталися до Плзеня, де зупинилися в заздалегідь визначених квартирах учасників Руху опору Вацлава Краля і Вацлава Стеліка. Надалі вони налагодили контакти з багатьма іншими активними діячами підпілля.
У квітні 1942 року Гейдріх змінив резиденцію в Празькому Граді на замок Юнгферн Брешан в передмісті Праги. Тепер він щодня їздив в центр міста на автомобілі без охорони, що дозволяло здійснити замах на шляху прямування машини.
Увечері 26 травня Гейдріх відкрив у Празі музичний фестиваль, який повинен був стати традиційним. Головною подією стало виконання творів Бруно Гейдріха, батька заступника протектора. На наступний день Гейдріх збирався виїхати у справах до Берліна. Вранці 27 травня Ґабчик і Кубіш чекали автомобіль Гейдріха на так званому Кобиліському повороті в районі Лібень. На крутому і вузькому повороті машина повинна була пригальмувати. Попереду стояв Йозеф Валчік, що входив в одну з двох груп парашутистів, скинутих 29 грудня. Він повинен був просигналити про наближення Гейдріха за допомогою кишенькового дзеркальця. Ґабчик був озброєний складним пістолетом-кулеметом «STEN», а Кубіш тримав при собі бомбу, обидва агенти мали також пістолети.
Автомобіль Гейдріха під'їхав до місця, де його чекали агенти, о 10:32. Коли машина загальмувала біля повороту, Ґабчик вихопив пістолет-кулемет і спробував вистрілити в Гейдриха в упор, але патрон заклинило. Гейдріх наказав зміннику свого постійного шофера водієві Йоханнесу Кляйну (обершарфюрер СС) зупинити машину і витягнув табельний пістолет. Тоді Кубіш кинув у машину бомбу, але промахнувся, і бомба вибухнула за правим заднім колесом, поранивши як Гейдріха, так і Кубіша (йому злегка зачепило обличчя уламками). Гейдріх і Кляйн вистрибнули з автомобіля. Кляйн випадково розрядив свою зброю і не зміг перешкодити Кубішу сховатися на заздалегідь заготовленому велосипеді, але за наказом Гейдріха продовжив переслідування Ґабчика. Важкопоранений Гейдріх (він отримав перелом  ребра і осколкове поранення селезінки, в яку потрапили металеві деталі оббивки автомобіля і шматок мундира) впав поблизу Мерседеса. Його доставили в шпиталь у вантажівці, яку зупинив чеський поліцейський, що випадково опинився на місці замаху.
Близько полудня Гейдріх був прооперований у шпиталі Буловка. Гейдріху видалили селезінку, в якій залишалися металевий уламок і фрагменти оббивки автомобіля. 27 травня в шпиталь прибув особистий лікар Гіммлера Карл Гебхардт. Він прописав хворому великі дози морфіну. Вранці 3 червня стан Гейдріха покращився, але вже близько полудня він впав у кому і помер наступного дня. Причиною смерті було зазначено зараження внутрішніх органів, ослаблених через вилучення селезінки.
Існує поширена теорія, що причиною смерті Гейдріха був токсин ботулізму, яким була заражена граната. Британський мікробіолог Пол Філдс, що у роки війни займався дослідженнями бактеріологічної зброї, нібито стверджував, що брав участь у підготовці операції «Антропоїд» і Гейдріх став його першою «зарубкою на пістолеті». Сучасні дослідники ставлять цю теорію під сумнів, вказуючи на те, що відсутні будь-які документальні підтвердження використання токсинів ботулізму, і ні у Гейдріха, ні у пораненого цими уламками Кубіша не було виявлено типових для ботулізму симптомів.

## Операція відплати
Уже в день замаху, 27 травня, статс-секретар Протекторату Карл Франк ввів на його території надзвичайний стан. Гіммлер віддав наказ про проведення каральних заходів. 3 червня гестапо отримало відомості про те, що до вбивства могли бути причетні два чеських пілоти, які втекли до Великої Британії, але родичі яких жили в селі Лідице. Незважаючи на те, що ця інформація не підтвердилася, було ухвалено рішення про знищення села.
Увечері 9 червня село було оточено німцями. Всі чоловіки віком за 16 років (172 особи) були замкнені на одній з ферм і вранці розстріляні, 195 жінок були відправлені в концентраційний табір Равенсбрюк, діти доставлені в Центральне бюро у справах переселенців міста Ліцманштадт (нім.Umwandererzentralstelle Litzmannstadt) і згодом розподілені по німецьких сім'ях, сліди більшості з них були втрачені. Більшість будівель було спалено.
Після вбивства Гейдріха частина бійців Руху опору, включаючи всіх парашутистів, ховалися в крипті кафедрального собору святих Кирила і Мефодія Чеської православної церкви в Празі. 16 червня один з учасників Руху опору, Карел Чурда, видав гестапо імена і місця проживання десятків борців і членів їх сімей. Під час допитів німці дізналися, що парашутисти ховаються в соборі. 18 червня війська під командуванням бригаденфюрера СС Карла фон Троєнфельда провели штурм церкви. Опинившись у безвихідній ситуації, захисники церкви наклали на себе руки (Ян Кубіш помер від ран пізніше). 4 вересня було розстріляно священиків кафедрального собору Вацлава Чікла і Володимира Петршіка, старосту храму Яна Сонневенда та єпископа Празького Горазда. 27 вересня Чеська православна церква була заборонена, її майно конфісковано, духовенство піддано арештам та ув'язненням.
Було розстріляно та заарештовано багато учасників Руху опору, членів їх сімей та співчуваючих. В одній з доповідей гестапо йдеться про розстріл 1331 людини, в тому числі 201 жінки.

## Пам'ять
У першу річницю смерті Гейдріха на місці замаху було встановлено його погруддя, яке знищили червоноармійці при захопленні Праги. 27 травня 2009 року в Празі на місці замаху був відкритий пам'ятник учасникам операції «Антропоїд»..
Про операцію «Антропоїд» було знято кілька фільмів, включаючи створену менш ніж через рік після замаху, коли багато подробиць операції не були відомі, картину Фріца Ланга «Кати теж помирають».
У 2010 році опубліковано історичний роман французького письменника Лорана Біне «HHhH», присвячений операції.
У 2016 році вийшов фільм Anthropoid, що розповідає про операцію.
Про вбивство Гейдріха розповідає пісня «SS-3» з альбому Divine Intervention американської групи Slayer.